# Ній
Ній — бог морів і океанів у слов'янській міфології. Покровитель мореплавства та рибальства. Бог Ній завжди зображувався із священним тризубом в своїй правій руці. Тризубом Ній управляв погодою, вітрами і штормами на морі. У своїй лівій руці він тримав морську раковину, яку використовував для призову своїх вірних помічників — дельфінів, косаток і китів. Вважається, що бог Ній мешкає в своєму прекрасному підводному палаці на дні океану лише в певні періоди часу. Решту часу він проводить в своєму Небесному Палаці в оточенні своїх восьми прекрасних дочок.